# Шеметов, Пётр Васильевич
Шеметов Пётр Васильевич (12 июля 1936, Болотное, Западно-Сибирский край, РСФСР — 11 июля 2018, Новосибирск) — новосибирский экономист, профессор, ректор Новосибирского института народного хозяйства (1986—1998). Заслуженный деятель наук РФ (1996).

## Биография
С 1954 по 1959 учился в Кемеровском горном институте. С 1960 года работал в Институте экономики СО АН СССР. В 1966 году защитил кандидатскую диссертацию.
В 1986 году назначен ректором Новосибирского института народного хозяйства (НИНХ). Через два года защитил докторскую диссертацию. В годы его руководства был сдан третий корпус университета, открыта аспирантура по восьми специальностям экономического профиля.
Похоронен на Южном кладбище Новосибирска (квартал 15).

## Награды и почетные звания
- Действительный член (академик) Международной академии наук высшей школы (1993);
- Заслуженный деятель наук Российской Федерации (1996)[1].